# 수원 더비
수원 더비는 경기도 수원시를 연고로 하는 K리그 구단인 수원 삼성 블루윙즈와 수원 FC간의 더비 경기이다. 2005년 10월 26일에 두 팀이 첫 맞대결을 펼치며 시작되었으며, 수원 FC가 프로화된 후 2016년 K리그 클래식에 승격함에 따라 리그 경기에서도 열리게 되었다.

## 역사

### 탄생 배경과 과정
2016년 수원 FC가 K리그 클래식에 승격함에 따라 K리그에서 1996년 이후  한 도시를 동일 연고지로 하는 두 클럽간의 로컬 더비가 성립 되었다.

## 경기장
| 수원 삼성 블루윙즈 | · 수원 삼성 블루윙즈수원 FC수원 더비(대한민국) | 수원 FC            |
| ------------------ | ---------------------------------------------- | ------------------ |
| 수원월드컵경기장   | · 수원 삼성 블루윙즈수원 FC수원 더비(대한민국) | 수원종합운동장     |
| 수용인원: 43,959명 | · 수원 삼성 블루윙즈수원 FC수원 더비(대한민국) | 수용인원: 11,808명 |
|                    | · 수원 삼성 블루윙즈수원 FC수원 더비(대한민국) |                    |

## 역대 전적

### K리그
| 2016년 5월 14일 | 수원 FC    | 1 - 2 | 수원 삼성 블루윙즈      | 수원종합운동장 |  |  |
| 17:00           | 김병오 71′ |       | 산토스 26′ · 염기훈 83′ |                |  |  |
|                 |            |       |                         |                |  |  |

| 2016년 7월 10일 | 수원 삼성 블루윙즈 | 1 - 0 | 수원 FC | 수원월드컵경기장 |  |  |
| 17:00           | 권창훈 17′         |       |         |                  |  |  |
|                 |                    |       |         |                  |  |  |

| 2016년 10월 2일 | 수원 삼성 블루윙즈                               | 4 - 5 | 수원 FC                                                         | 수원월드컵경기장 |  |  |
| 14:00           | 조나탄 10′, 13′ · 임하람 45′ (OG) · 김종민 90+1′ |       | 권용현 4′ · 이승현 35′ · 브루스 68′ · 김민제 78′ · 김병오 90+6′ |                  |  |  |
|                 |                                                  |       |                                                                 |                  |  |  |

| 2016년 10월 30일 | 수원 FC                 | 2 - 3 | 수원 삼성 블루윙즈                   | 수원종합운동장 |  |  |
| 16:00            | 브루스 32′ · 김종국 69′ |       | 이상호 17′ · 이정수 67′ · 조나탄 71′ |                |  |  |
|                  |                         |       |                                      |                |  |  |

### FA컵
| 2005년 5월 26일                            | 수원 삼성 블루윙즈 | 1 - 1 (5 : 3 승부차기)            | 수원시청   | 파주 NFC |  |  |
|                                            | 김대의 89′         |                                   | 김한원 66′ |          |  |  |
|                                            |                    | 승부차기                          |            |          |  |  |
| 마토 · 최성용 · 산드로 · 김대의 · 이따마르 |                    | 김한원 · 김명한 · 고재효 · 김광민 |            |          |  |  |
|                                            |                    |                                   |            |          |  |  |

| 2010년 7월 21일 | 수원 삼성 블루윙즈                            | 4 - 1 | 수원시청   | 수원월드컵경기장 |  |  |
|                 | 정명오 1′ (OG) · 이상호 33′ · 백지훈 55′, 85′ |       | 오기재 52′ |                  |  |  |
|                 |                                               |       |            |                  |  |  |

| 2011년 6월 15일 | 수원시청 | 0 - 1 | 수원 삼성 블루윙즈 | 수원종합운동장 |  |  |
| 19:00           |          |       | 오장은 72′         |                |  |  |
|                 |          |       |                    |                |  |  |

## 양 구단에서 활약하였던 선수
- 서동현 (수원S : 2006-2010 /수원F : 2016-2018)

- 이상기 : (수원S : 2011 / 수원F : 2014-2015)

- 김종우 (수원S : 2015 / 수원F : 2015 / 수원S : 2016-2020)

- 김홍일 (수원S : 2009-2010 /수원F : 2014-2015)

- 이상욱 (수원S : 2014-2016 /수원F : 2017-2019)

- 김다솔 (수원F : 2017-2018 /수원S : 2019-2020)

### 역대 승무패 전적
- 2016년 10월 30일 기준
- 승부차기 승패는 무승부로 처리한다.

| 대회         | 경기 수 | 수원 삼성 승 | 무승부 | 수원 FC 승 | 수원 삼성 득점 | 수원 FC 득점 |
| ------------ | ------- | ------------ | ------ | ---------- | -------------- | ------------ |
| K리그 클래식 | 4       | 3            | 0      | 1          | 10             | 8            |
| FA컵         | 3       | 2            | 1      | 0          | 6              | 2            |
| 전체         | 7       | 5            | 1      | 1          | 16             | 10           |